# Campagne de Gettysburg
Batailles
Campagne de Pennsylvanie
- Franklin's Crossing
- Brandy Station
- 2e Winchester
- Aldie
- Middleburg
- Upperville
- 2e Fairfax Court House
- Corbit's Charge (en)
- Hanover
- Sporting Hill
- Carlisle
- Gettysburg
- Retraite de Gettysburg
- Fairfield
- Monterey
- Williamsport
- Boonsboro
- Funkstown
- Manassas Gap

La campagne de Gettysburg, ou campagne de Pennsylvannie, est une série de batailles ayant débuté en juin 1863 et se terminant en juillet de la même année, et se déroulant au cœur des États du Nord, le Maryland et la Pennsylvanie, sur le théâtre oriental de la Guerre de Sécession.
Après leur victoire lors de la bataille de Chancellorsville, le général confédéré Robert Lee et l'armée de Virginie du Nord, qu'il dirige, réussissent à déjouer la surveillance de l'Armée du Potomac commandée par Joseph Hooker puis — à partir du 28 juin — par George G. Meade, quittent Fredericksburg, en Virginie, remontent vers le nord par la vallée de Shenandoah, reprennent la ville de Winchester, franchissent le fleuve Potomac, et menacent les grandes villes nordistes : Harrisburg, Baltimore, Philadelphie et surtout Washington.
Cependant, les Unionistes remontent vers le nord en hâte, et arrêtent l'avancée des sudistes en soutenant leurs assauts lors de la décisive bataille de Gettysburg, qui se déroule du 1er juillet au 3 juillet 1863. L'élan sudiste est brisé. Lee se retire alors vers le Sud, traverse le Potomac entre le 13 et le 14 juillet, et parvient à ramener le reste de son armée en Virginie.

## Contexte

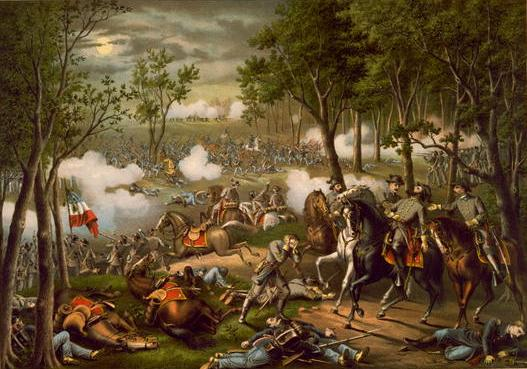
Bataille de Chancellorsville, victoire confédérée majeure.

À l'issue de la bataille de Chancellorsville où l'armée confédérée, luttant à un contre deux, l'emporte face à l'Armée du Potomac du général Hooker entre le 1er et le 6 mai 1863, Lee décide de lancer une seconde invasion du Nord.
Il espère, en quittant ainsi sa position défensive derrière la rivière Rappahannock, renverser les plans de la campagne d'été des nordistes et s'approvisionner sur les riches terres agricoles du Maryland et de Pennsylvanie, ce qui de plus donnera un répit bienvenu à la Virginie, épuisée par deux ans d'occupation nordiste.

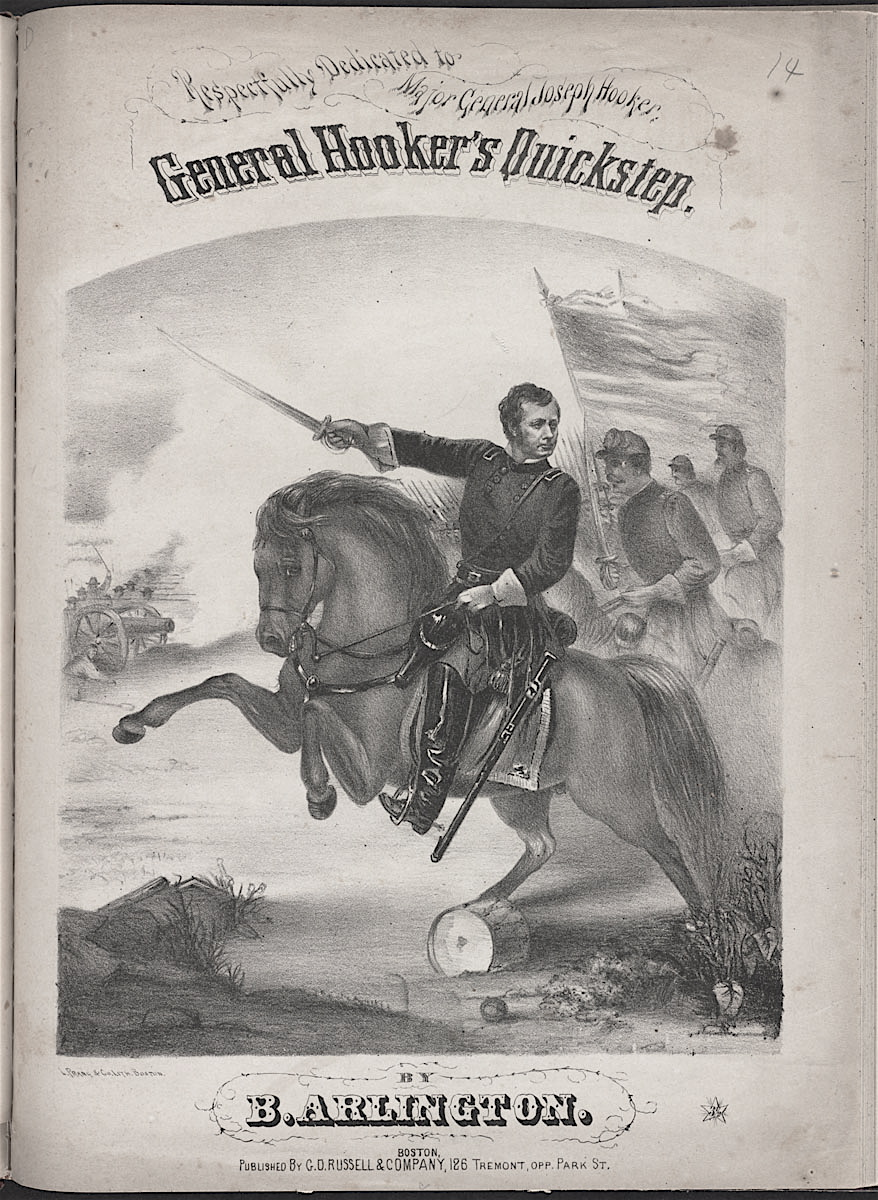
Le général unioniste Joseph Hooker, controversé sur le plan militaire, mais néanmoins embelli dans l'imaginaire populaire.

Par ailleurs, l'effet psychologique d'une menace sudiste directe sur les grandes villes de Baltimore, Philadelphie, et même sur la capitale Washington peut encourager les pacifistes du nord - les copperheads - à intensifier leurs actions, et même entrainer une demande d'armistice de la part des nordistes.
Lee, le 19 avril, écrit ainsi à son épouse que « l'opinion publique du Nord va se transformer à l'automne prochain. Les Républicains vont perdre et je pense que les partisans de la paix seront devenus si forts que la nouvelle administration sera obligée de les suivre ».
Jefferson Davis, président des États confédérés d'Amérique, avait demandé à Lee d'aller vers l'ouest pour chasser l'armée unioniste d'Ulysses S. Grant qui assiégeait John C. Pemberton dans Vicksburg, État du Mississippi. Mais Lee refuse : il a trop besoin de ses troupes pour le coup de boutoir qu'il veut asséner au nord-est des États-Unis, et Vicksburg, éloignée de 1 600 km, ne pourra pas être secourue à temps avec un réseau de chemin de fer en piteux état.
Lee a l'intention d'utiliser la même stratégie que lors de la campagne du Maryland de 1862 qu'il avait menée, car il vient d'apprendre ce qui l'a fait échouer. En effet, c'est grâce à sa dépêche no 191 du 9 septembre 1862, interceptée par l’ennemi, que les nordistes menés par George McClellan prennent connaissance de son plan d’invasion : ils ont pu alors arrêter les Confédérés dans les montagnes Blue Ridge, lors de la bataille de South Mountain, puis ont forcé Lee à accepter le combat lors de la bataille d'Antietam, avant qu'il n'ait concentré toutes ses forces.
Lee sait donc que l’échec de sa première invasion est due à un hasard malheureux et qu'il sera cette fois opposé au général unioniste Joseph Hooker. Or, il le méprise pour sa vie privée déréglée et son incurie, et il vient de le défaire à la bataille de Chancellorsville. Il a, de plus, une confiance illimitée en son armée, et il pense qu'il peut demander ce suprême effort à ses hommes.

## Avancée de Lee vers le nord

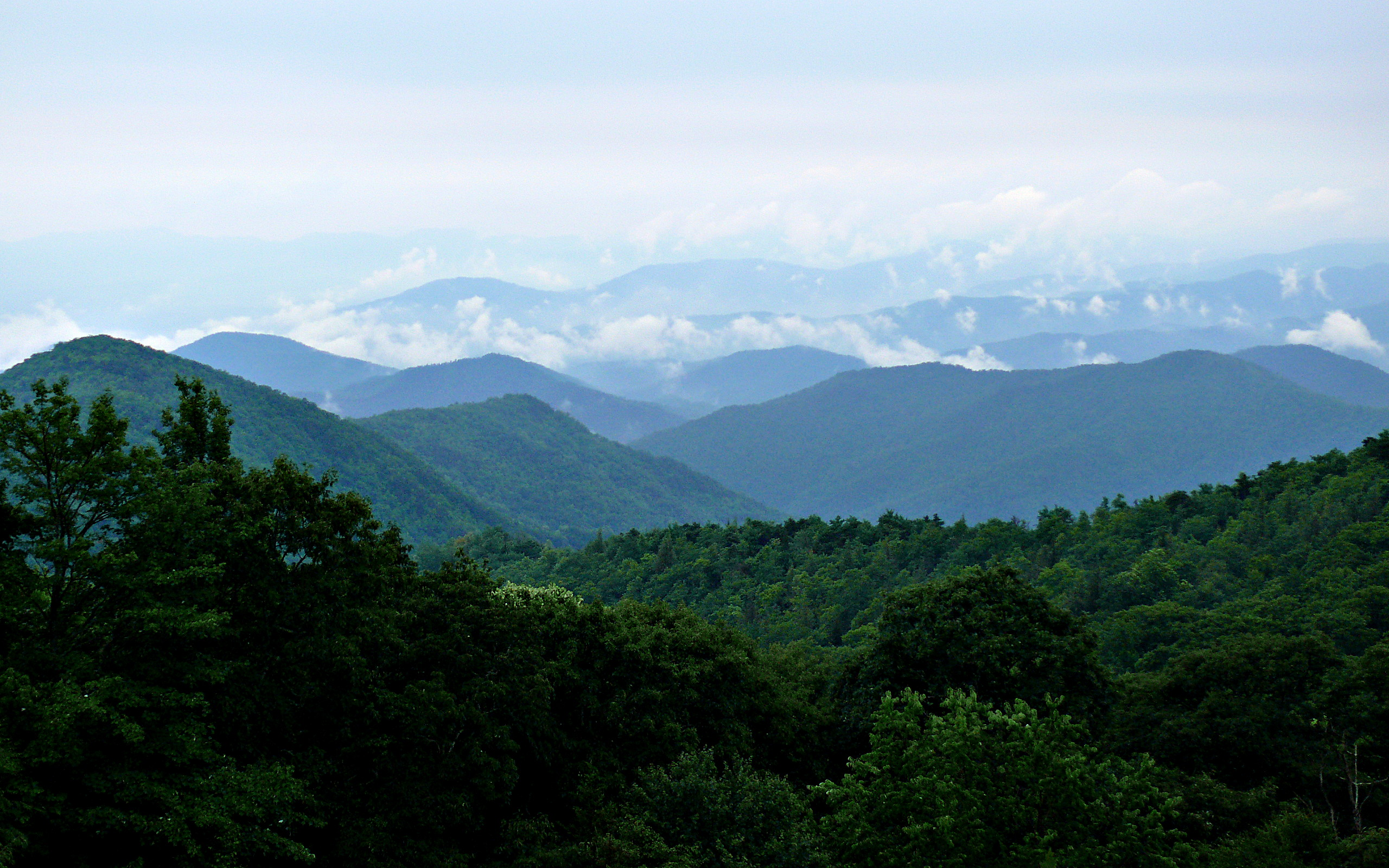
Au sud du massif des Appalaches, les montagnes Blue Ridge, à travers lesquelles Lee réussit à faire passer l'Armée de Virginie du Nord. Les fédéraux réaliseront bien tardivement que Lee envahit la Pennsylvanie.

Le 3 juin 1863, l'armée de Lee quitte Fredericksburg, laissant le corps d'Ambrose Powell Hill en arrière-garde et, faisant route vers le nord-ouest, commence à se diriger vers les passes des montagnes Blue Ridge. Le 5 juin, les corps d'armée de James Longstreet et de Richard Stoddert Ewell campent à Culpeper, et à proximité. Lee a ordonné à Jeb Stuart de se préparer à traverser la rivière  Rappahannock pour lancer un raid de diversion sur les troupes nordistes : les troupes confédérées pourront alors avancer discrètement vers le nord. Stuart rassemble donc ses escadrons en un vaste bivouac à Brandy Station.

### Brandy Station
Alerté par l’énorme rassemblement de cavalerie (et aussi par la revue hippique à grand spectacle montée par Stuart à Inlet Station, à 2 milles (3,2 km) de Brandy Station), le chef de l'Armée du Potomac Joseph Hooker ordonne à son subordonné Alfred Pleasonton de franchir la rivière Rappahannock et de lancer sa force combinée, composée de 8 000 cavaliers et de 3 000 fantassins, contre la cavalerie ennemie afin de « disperser et détruire » les 9 500 confédérés.
À l'aube du 9 juin 1863, le bivouac de la cavalerie sudiste est totalement surpris par l'attaque fédérale. Les confédérés arrivent péniblement à repousser les fédéraux au-delà de la Rappahannock, au prix de pertes importantes en hommes - en particulier Rooney Lee, le second fils du général Lee, gravement blessé - et en prestige.
La bataille de Brandy Station est la plus grande bataille de cavalerie (associée à de l'infanterie) de la guerre de Sécession. L'affrontement de Brandy Station est un match nul : Pleasonton se retire sans avoir découvert le gros de l'armée de Lee cantonnée à Culpeper, et Stuart revendique la victoire. Mais la réputation de la cavalerie sudiste, qui s'est laissé surprendre, souffre notablement à Brandy Station, alors que celle de la cavalerie nordiste grandit.
De plus, la cavalerie nordiste gagne à Brandy Station suffisamment de confiance en elle-même pour continuer à harceler les cavaliers gris que l'on pensait jusque-là invincibles, et elle va les fixer pendant près de deux semaines au sud des montagnes Blue Ridge, alors qu'ils auraient dû jouer leur rôle de « yeux et oreilles de Lee » bien plus au nord. Enfin, les hommes et les chevaux de Jeb Stuart sont épuisés dès le début de la campagne, et leur efficacité s'en ressentira fortement lors de l'invasion de la Pennsylvanie, en particulier pendant le raid qui conduira Stuart aux portes de Washington.

### Reconquête de Winchester
Après Brandy Station, le gros de l'infanterie de Lee commence à passer les cols des montagnes Blue Ridge puis remonte vers le nord le long de la vallée de Shenandoah pendant que la cavalerie de Stuart reste à l'est des montagnes Blue Ridge pour s'interposer comme un écran entre l'armée de Virginie du Nord en mouvement et les forces unionistes.
Le corps de Longstreet - qu'accompagne le général Lee et son état-major - emprunte les passes de Ashby's Gap et de Snicker's Gap. D'autre part Ambrose Powell Hill attend que les troupes fédérales de Joseph Hooker apprennent le départ des confédérés et se lancent à leur poursuite pour suivre la route de Ewell et le dépasser, passant ainsi à l’avant-garde. Le corps d'Ewell, qui est en tête de l'armée confédérée, franchit la passe de Chester Gap le 12 juin 1863, traverse le village de Front Royal, puis marche sur Winchester.
Winchester est alors occupée par une garnison de 7 000 soldats unionistes : trois brigades sous le commandement de Robert H. Milroy. Le 14 juin, ils se trouvent encerclés par les confédérés - Allegheny Johnson venant du sud, Jubal Anderson Early de l'ouest et Rodes du nord -, chassés de leurs avant-postes, et refoulés dans la ville.
Milroy cherche à évacuer la ville, mais Johnson lui barre au nord-ouest la route de la retraite : cas unique d'opération menée de nuit contre une division ennemie en marche sur une route en rase campagne. Et quand les fédéraux voient à l'aube la fameuse « brigade Stonewall » en face d'eux, ils se rendent en masse. Les confédérés font 4 000 prisonniers, mais Milroy et ses officiers parviennent à s'échapper.
La seconde bataille de Winchester est un succès complet pour les Confédérés, tant sur le plan psychologique que matériel : outre les 4 000 prisonniers - dont beaucoup sont des blessés immobilisés dans leurs nombreuses infirmeries -, ils capturent de grosses quantités de provisions, munitions, équipement, artillerie, chevaux, bêtes de somme, etc., dont ils ont grand besoin. Et Milroy, l'occupant exécré des sudistes pour ses multiples exactions, sera mis aux arrêts dès son arrivée à Harpers Ferry et passera en cour martiale; il sera relaxé, mais n'obtiendra plus de commandement.
Continuant leur progression vers le nord, Ewell et l'escadron de cavalerie de Jenkins traversent le fleuve Potomac près de Hagerstown, dans le Maryland, le 15 juin. Les troupes de Hill et de Longstreet traversent le fleuve les 24 et 25 juin. L'armée unioniste, quant à elle, a quitté Fredericksburg le 14 juin et pris à marches forcées la route du nord, à l’est des montagnes Blue Ridge.

### Hooker poursuit Lee

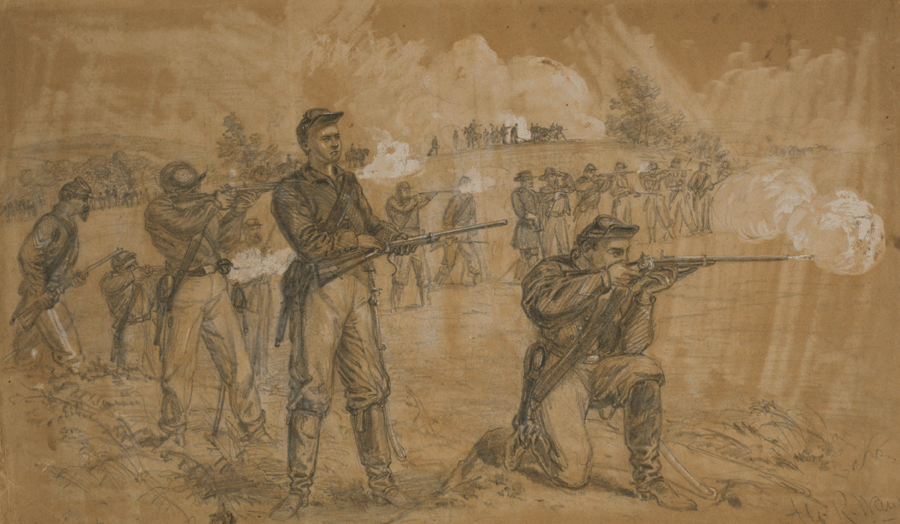
Cavaliers fédéraux du Ist Maine Cavalry, à pied et à découvert, tiraillant activement lors de la bataille de Middleburg. Leur nouvelle carabine Spencer (arme) à répétition) leur permet une cadence de tir de 14 à 20 coups/min, alors que les armes à percussion des confédérés n'ont qu'une cadence de 3 coups/min. Mais les cavaliers gris de James Ewell Brown Stuart, eux, étaient fameux pour leur habileté à combattre à pied en utilisant les moindres accidents de terrain pour se dissimuler et se protéger.

Joseph Hooker pense profiter de l'absence de Lee pour attaquer Richmond, la capitale confédérée. Mais le président de l'Union Abraham Lincoln lui rappelle fermement que l'objectif prioritaire est d'arrêter l'armée de Virginie du Nord, avant qu'elle ne menace Washington et Baltimore.
Le 14 juin 1863, l'armée du Potomac quitte Fredericksburg et remonte vers le nord. Hooker envoie de nouveau la cavalerie d'Alfred Pleasonton en reconnaissance vers les montagnes Blue Ridge pour essayer de savoir enfin ce que fait l'armée confédérée derrière l'écran dressé par Jeb Stuart. Mais les cavaliers de Jeb Stuart arrêtent les fédéraux dans la Loudoun Valley, avant qu'ils ne puissent arriver aux passes qui traversent les montagnes Blue Ridge, lors de sérieux accrochages : le 17 juin a lieu la bataille d'Aldie; les 17, 18 et 19 juin, la bataille de Middleburg; et le 21 juin 1863, la bataille d'Upperville.
Puis Stuart, après avoir retenu la cavalerie fédérale pendant une semaine au sud des montagnes Blue Ridge, décide de lancer son fameux raid à l'est de l'armée ennemie. Quand Hooker apprend enfin, le 25 juin, que les Confédérés ont traversé le Potomac, il ordonne à l'Armée du Potomac de remonter vers le nord à marches forcées à travers le Maryland, pour se concentrer à Middletown et Frederick.

### Invasion de la Pennsylvanie

Campagne de Gettysburg. L'ample boucle du raid de Jeb Stuart vers l'est est matérialisée par le pointillé rouge. Noter les demi-tours effectués aussi par Ewell et Early afin de converger vers Gettysburg.

Le président Lincoln réagit en faisant publier une proclamation dans laquelle il réclame en urgence que 100 000 volontaires venant de quatre États s'engagent pour six mois afin « de repousser la menace d'invasion imminente de la Pennsylvanie ».
Andrew Gregg Curtin est alors gouverneur de la Pennsylvanie, le "key-stone state" (État pierre-angulaire), riche État agricole et industriel envahi par l'ennemi ; ami de Lincoln, Curtin exerce une propagande active en faveur de la cause nordiste. Lui aussi exhorte 50 000 hommes à s'engager dans la milice de l'État. Comme seulement 7 000 volontaires pennsylvaniens se présentent, il fait appel à la milice de l'État de New York.
Joel Parker, gouverneur du New Jersey, envoie aussi des troupes en Pennsylvanie. Le département de la Guerre des États-Unis crée, de plus, le Department of the Susquehanna (en), destiné à coordonner la défense de la Pennsylvanie ; son commandement est confié au major-général Darius N. Couch.
Pittsburgh, Harrisburg et Philadelphie, grandes villes industrielles et cibles potentielles des Confédérés, sont mises en état de défense et les archives officielles de Harrisburg sont déménagées. Dans le sud de la Pennsylvanie, les mesures militaires et administratives prises pendant la campagne de Gettysburg seront connues sous le nom d'« état d'urgence de 1863 ». D’ailleurs, l'exode de milliers d'habitants du Maryland et de Pennsylvanie vers le nord et l'est perturbera longtemps la démographie de nombreux villages, arrondissements et comtés.
Pour les sudistes, l'invasion de la Pennsylvanie a de plus l'avantage de soulager la Virginie, qui est épuisée par les occupations militaires successives, et d'accumuler le maximum de provisions et d'équipements. Lee émet cependant un ordre strict, le General Order 72, où il est question de respecter impérativement la population civile et il est interdit aux soldats et officiers d'entrer dans les maisons particulières sans un mandat officiel. De plus, la nourriture, les chevaux, le bétail et les fournitures ne sont pas simplement enlevés, mais saisis officiellement et payés par les officiers d'intendance en monnaie confédérée.
Cependant, certaines villes, telles que York, sont soumises au paiement d'une forte indemnité, sous menace d'être détruites ; et une quarantaine de Noirs - pour la plupart esclaves fugitifs, mais dont certains sont des hommes libres - sont capturés et envoyés au sud comme esclaves,,.
L'armée de Virginie du Nord continue à pénétrer en profondeur en Pennsylvanie : deux des divisions du corps d'Ewell traversent la vallée de Cumberland et menacent Harrisburg, la capitale de l'État. John Brown Gordon, un officier du corps de Jubal Anderson Early, et son détachement de cavalerie arrivent même à Wrightsville, une petite ville industrielle que le plus long pont couvert du monde relie alors à Columbia par-dessus le fleuve Susquehanna. La milice locale, commandée par Jacob G. Frick, garde le pont ; bien qu'elle soit retranchée, elle préfère, dès les premiers coups de canon tirés par les Confédérés, se retirer en incendiant le pont. Les hommes de Gordon font alors la chaîne avec des seaux pour éteindre le feu qui attaque les maisons de Wrightsville, qui sera l'une des villes ennemies les plus septentrionales atteintes en « yankeedom » par des troupes confédérées.
Le 26 juin 1863, la division de cavalerie de Jubal Early passe la South Mountain et occupe Gettysburg après en avoir rapidement chassé la milice et deux compagnies de cavalerie unionistes. À Gettysburg, Early récolte quelques provisions et équipements, ses hommes brûlent des wagons de chemin de fer, un pont couvert, et coupent les lignes de chemin de fer et de télégraphe. Le lendemain matin, Early quitte Gettysburg pour passer dans le comté de York,,,.

### La chevauchée de Jeb Stuart

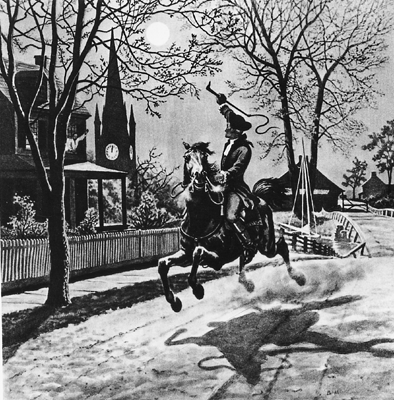
Un mythe américain : la folle chevauchée qui permet de déjouer les plans de l'ennemi (ici celle de Paul Revere).

Jeb Stuart, lorsqu'il parle à Lee - après la bataille d'Upperville - de son désir de faire un grand raid en territoire nordiste, a peut-être en tête l'idée de rééditer ses deux précédents exploits de 1862.
Il sent certainement aussi la nécessité d'effacer un mauvais souvenir : la surprise totale qu'a été pour la cavalerie sudiste l'attaque des nordistes lors de la bataille de Brandy Station. Mais le 22 juin, quels ordres reçoit-il exactement de Lee ? La question a été depuis l'objet d'infinies supputations, aussi bien chez les participants aux combats que chez les historiens. On pense généralement que Stuart reçoit de Lee les ordres suivants : garder avec une partie de ses forces les cols des montagnes Blue Ridge après le passage de l'Armée de Virginie du Nord puis, une fois qu'elle a franchi le Potomac, protéger le flanc droit du second corps d'Ewell.
Cependant, au lieu de remonter vers le nord en restant le long des montagnes Blue Ridge, Jeb Stuart choisit apparemment de rééditer son haut-fait de juin-juillet 1862. Il décide d'emmener ses trois meilleurs escadrons (celui de Wade Hampton III, celui de Fitzhugh Lee, et celui de Rooney Lee - John R. Chambliss remplaçant ce dernier, blessé à la bataille de Brandy Station) pour foncer au nord en passant entre l'Armée du Potomac et Washington. Il compte aller jusqu'en Pennsylvanie en passant par deux villes du Maryland : Rockville et Westminster, en capturant si possible des convois de ravitaillement, et en allant même éventuellement harceler Washington au passage.
Jeb Stuart et ses trois escadrons de cavalerie quittent donc Salem Depot à 13 heures, le 25 juin,,,,. Malheureusement, Stuart rencontre les colonnes d'infanterie unioniste du IIe Corps de Winfield Scott Hancock en train de remonter vers le nord, et il est obligé de se déporter beaucoup plus vers l'est qu'il ne l'avait prévu. Stuart ne peut donc faire sa jonction avec Ewell, et ses troupes d'élite ne peuvent jouer leur rôle habituel : être « les yeux et les oreilles » de Lee alors qu'il s'enfonce en territoire ennemi,,,.
Stuart et ses troupes atteignent Fairfax Court House, le 27 juin 1863, et traversent le Potomac au gué de Rowser le 28 juin à 3 heures. Dès leur entrée dans le Maryland, les cavaliers gris attaquent le Chesapeake and Ohio Canal, la principale voie d'approvisionnement de l'Armée du Potomac, et détruisent péniches et cargaisons. Puis ils entrent dans Rockville, une étape importante du trafic de chariots entre la capitale unioniste et son armée ; ils y détruisent plusieurs miles de ligne télégraphique et capturent un convoi entier de 140 chariots neufs, avec leurs équipages et leurs cargaisons. Ces approvisionnements sont les bienvenus - et leur capture obéit aux ordres de Lee -, mais le train de chariots va ralentir considérablement la cavalerie confédérée.
À Washington, l'approche des sudistes provoque la consternation, et Meade envoie deux escadrons de cavalerie et une batterie d'artillerie montée à leur poursuite. On rapporte que Stuart aurait dit à un des prisonniers du train de chariots que, si ses chevaux n'avaient pas été épuisés, « il serait descendu le long de la septième rue [de Washington], et aurait fait prisonniers Abraham [Lincoln] et le Cabinet »,,,.
Stuart, qui avait prévu d'arriver à Hanover, en Pennsylvanie, le matin du 28 juin, débouche en fait à Westminster, dans le Maryland, dans la soirée du 29 juin. Ses hommes bousculent et prennent en chasse deux compagnies du 1° de cavalerie du Delaware commandées par le major Napoleon B. Knight. La fuite des cavaliers bleus sur la grand-route menant à Baltimore causa selon Stuart « une grande panique » en ville,,,.
De son côté, Alfred Pleasonton, commandant de la cavalerie unioniste, avait ordonné à ses escadrons de se déployer largement pendant leur remontée vers le nord, afin d'augmenter les chances de localiser les sudistes. C'est ainsi que la colonne de Jeb Stuart accroche à Hanover l'arrière-garde de la division de Judson Kilpatrick, qui se trouve sur le flanc droit de l'Armée du Potomac. Kilpatrick regroupe sa division et attaque les sudistes, qui décrochent, cherchant avant tout à protéger leur convoi de chariots capturés à Rockville. Afin d'éviter le centre de Hanover, la colonne de Jeb Stuart attend la nuit et fait un large détour vers l'est, passant par Jefferson, en Pennsylvanie, et allongeant son trajet de cinq miles. La cavalerie de Stuart, épuisée par un parcours de vingt miles dans la nuit et suivie de ses chariots atteint finalement Dover, au matin du 1er juillet 1863.

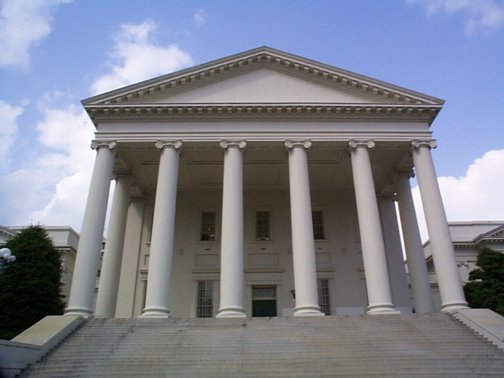
Monument éminent de Richmond, le Virginia State Capitol, inspiré à Thomas Jefferson et Charles-Louis Clérisseau par la Maison Carrée de Nîmes, est terminé en 1786. Premier édifice officiel américain de style néo-classique, de 1861 à 1865 il est le siège et le symbole du gouvernement confédéré sous Jefferson Davis. Pendant la campagne de Gettysburg, la ville de Richmond est harcelée par les unionistes de John Adams Dix, et défendue par Daniel Harvey Hill.

À ce moment même, à Gettysburg, l'infanterie confédérée commence à combattre un corps de cavalerie fédérale commandé par John Buford,,,. Laissant son convoi de chariots sous la garde de la brigade de Hampton Wade au village de  Dillsburg, Stuart fonce à Carlisle, espérant y trouver Ewell. Il arrive à Carlisle à la fin du jour, mais il tombe sur 3 000 miliciens de Pennsylvanie et de New York qui occupent le village. Stuart les bombarde, brûle leurs baraquements - cet accrochage est appelé bataille de Carlisle -, et repart dans la nuit vers Gettysburg, plus au sud.
La longue marche à travers le comté de York en escortant la colonne de chariots capturés et les accrochages de Hanover et Carlisle ont donc fortement retardé Stuart, qui ne rejoint le gros de l'Armée de Virginie du Nord que le 2 juillet 1863 en fin d'après-midi,,.
Stuart ordonne alors à Wade Hampton de couvrir le flanc gauche de l'arrière-garde confédérée. Hampton va barrer la route de Hunterstown à quatre miles au nord-est de la ville, de façon à intercepter toute force unioniste qui chercherait à déborder les sudistes. Ce qui arrive, puisque deux escadrons de cavalerie nordistes, émanant de la brigade Judson Kilpatrick et commandés par les George Armstrong Custer et Elon J. Farnsworth se présentent. Custer attaque les sudistes, Hampton contre-attaque. Farnsworth arrive à la rescousse de Custer, les cavaliers gris se replient et résistent. Un duel d'artillerie oppose ensuite les batteries montées sudistes et nordistes jusqu'à la nuit. Concluant alors cette bataille d'Hunterstown, Hampton rejoint l'armée de Virginie du Nord,,.

### Avance de Dix sur Richmond

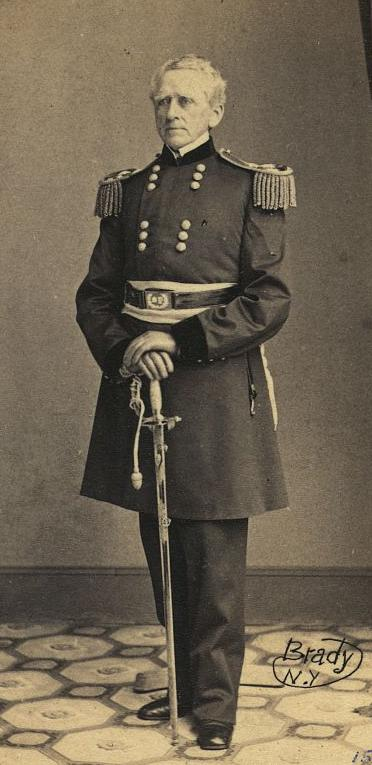
Photographie datant de 1862, par Mathew Brady. Âgé de 65 ans en 1863, l'énergique ancien Secrétaire du Trésor et directeur des chemins de fer John Adams Dix mène une campagne de harcèlement efficace contre la capitale confédérée. Immédiatement après, en juillet 1863, il réprime les violentes émeutes de la conscription ayant eu lieu New York.

Dès que les intentions offensives de Lee paraissent évidentes, le major-général Henry Wager Halleck, général-en-chef des armées de l'Union, élabore une riposte visant Richmond, la capitale confédérée restée pratiquement sans protection. Il donne l'ordre à John Adams Dix de prendre la tête de deux corps d'armée cantonnés dans la Péninsule de Virginie - aux alentours de Yorktown, Williamsburg et Suffolk -, et de faire mouvement vers Richmond. Toutefois Halleck, justifiant sa réputation de stratège en chambre, ne donne pas à Dix l'ordre formel d'attaquer la capitale confédérée mais « de menacer Richmond en saisissant et en détruisant les ponts de chemin de fer sur le South River et la North Anna River, et de leur créer le maximum de dégâts possible ».
Dix, un respectable homme politique et non un militaire de carrière, essaie d'obéir de son mieux aux ordres vagues qu'il a reçu : le 27 juin 1863, la cavalerie unioniste, commandée par le colonel Samuel P. Spear, défait le détachement confédéré qui garde l'embranchement ferroviaire de Hanover Junction, et détruit le dépôt d'intendance militaire et le pont sur la South Anna River. Outre les approvisionnements et les chariots, les fédéraux capturent 100 prisonniers. Parmi eux se trouve en particulier un des fils de Lee, Rooney Lee, arrêté le 26 mai à la plantation de Hickory Hill où il était en convalescence après une blessure reçue quinze jours auparavant lors de la bataille de Brandy Station.
Le 29 juin, Dix et ses officiers tiennent un conseil de guerre et décident qu'ils sont trop faibles avec leurs 32 000 hommes pour tenter autre chose que des manœuvres de harcèlement, ce qui fait écrire au brigadier-général confédéré Daniel Harvey Hill commandant les troupes laissées en réserve à Richmond que l'attaque unioniste sur Richmond « n'était pas une feinte, mais une (preuve de) faiblesse » (« not a feint, but a faint »).
Au total, la campagne de Dix a un net effet psychologique sur les Confédérés, et les oblige à garder autour de la capitale des troupes qui auraient pu participer à l'attaque de Lee vers le nord.

### Meade est nommé général-en-chef de l'armée du Potomac
Dans la matinée du 27 juin 1863, Lincoln retire au général Hooker le commandement de l'Armée du Potomac : comme Halleck lui reproche de ne pas avoir su défendre Harper's Ferry contre les sudistes, Hooker lui jette sa démission à la figure ; Lincoln et Halleck s'empressent alors de l'accepter.
Le général George Meade, un ingénieur de formation pennsylvanien qui commande le Ve Corps de l'armée du Potomac, est réveillé le 28 juin au matin dans son cantonnement de « Prospect Hall », près de Frederick, par l'officier porteur du courrier de Lincoln, et apprend qu'il est nommé général-en-chef. Il a même cru un instant qu'on venait lui reprocher quelque faute, d'autant qu'il avait fait savoir en haut lieu - tout comme son collègue supérieur en ancienneté John Reynolds - que le commandement de l'Armée du Potomac ne l'intéressait pas.

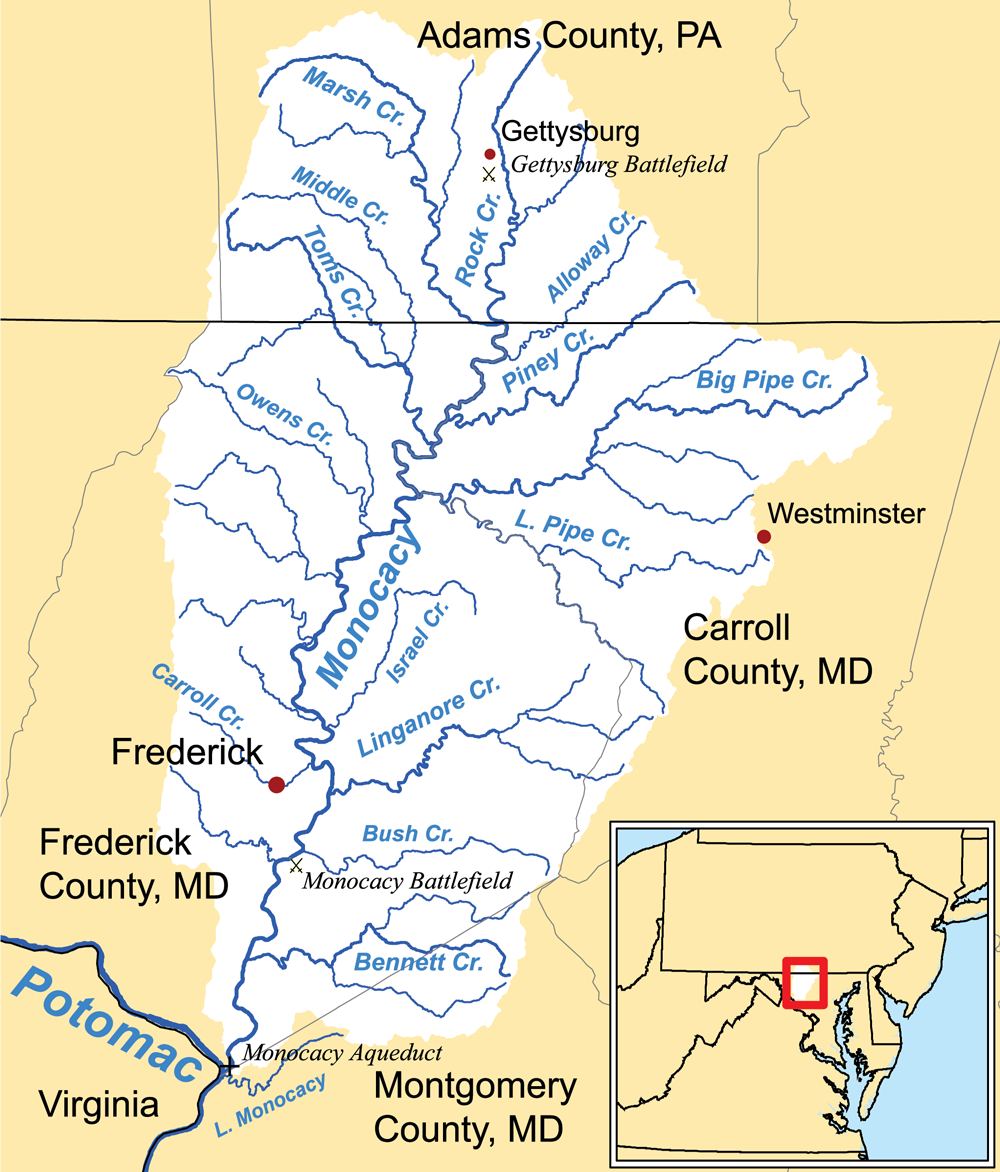
Carte montrant, près de Gettysburg, le ruisseau "Big Pipe Creek", un affluent de la Monocacy, elle-même tributaire du Potomac. Son cours, entre Gettysburg et Washington D.C. (distantes l'une de l'autre de seulement 145 km) formait une défense naturelle opportune et une éventuelle position de repli pour les unionistes.

Meade, un officier sans éclat mais connu pour avoir appris lors des grandes batailles de 1862 à être prudent et respecter les hommes de troupe, s'adapte de son mieux. Pourtant, il ignore la position des trois colonnes de l'armée du Potomac qui remontent à marches forcées vers le nord et ne sait rien des plans qu'avait établi son prédécesseur Hooker. Et, de plus, Meade sera desservi par certains officiers amis de Hooker encore en place, en particulier les deux  political generals (politiciens devenus généraux) Daniel Sickles  et Daniel Butterfield, qui sapent l'autorité du nouveau chef d'état-major et iront même jusqu'à l'insubordination ouverte. Par contre d'autres officiers secondent Meade efficacement, en particulier John Reynolds - qui sera tué lors de la première journée de la bataille de Gettysburg -  et Winfield Scott Hancock.
Meade télegraphie à Halleck qu'il accepte le commandement de l'Armée du Potomac, et qu'il a l'intention « de faire mouvement vers la Susquehanna, tout en protégeant Washington et Baltimore, et si l'ennemi est arrêté sur la Susquehanna, ou bien s'il se tourne vers Washington, lui livrer bataille », dit-il. Le 30 juin, le quartier général de Meade est à Taneytown, dans le Maryland, et le nouveau général-en-chef  édicte deux ordres importants : dans le premier, il ordonne à ses corps d'armée de converger à partir du 1er juillet vers Gettysburg, un village-carrefour du comté d'Adams en Pennsylvanie, en couvrant entre 5 ou 25 miles selon leur position respective ; dans le second (connu sous le nom de "Pipe Creek Circular"), il décide que les berges du ruisseau « Big Pipe » constituent une défense naturelle qui sera renforcée. Meade pense qu'il sera très probablement attaqué à cet endroit par Lee, et qu'il aura ainsi toutes les chances de lui résister. Et si les confédérés attaquent à Gettysburg et en chassent les Unionistes, ces derniers auront dans le retranchement du "Big Pipe" une excellente position de repli,.

### Lee concentre ses forces
Privé des renseignements que les vedettes de Stuart auraient dû lui fournir, Lee ignore que l'Armée du Potomac, d'habitude lente à manœuvrer, est très rapidement remontée vers le nord. Ce n’est que par un espion soudoyé par Longstreet que Lee apprend que les nordistes sont eux aussi au nord du Potomac.
Le 29 juin, les forces confédérées sont largement dispersées et s'échelonnent le long d'un arc traversant la Pennsylvanie de Chambersburg, 45 km au nord-ouest de Gettysburg, à  Carlisle, 48 km au nord de Gettysburg. La cavalerie sudiste a atteint Wrightsville, sur le fleuve Susquehanna, et le corps d'Ewell s'apprête à traverser le fleuve pour menacer Harrisburg, capitale de l'État de Pennsylvanie. Jubal Early est même entré dans York, qui sera la ville unioniste la plus au nord conquise par les Confédérés. Quant aux troupes de James Longstreet et d'Ambrose Powell Hill, elles sont près de Chambersburg.
Lee donne alors l'ordre à ses troupes de se rassembler à Cashtown - aujourd’hui Cashtown-McKnightstown, en Pennsylvanie -, petite localité située au pied de la South Mountain, à 13 km) à l'ouest de Gettysburg. Le 30 juin, une des brigades de Hill, commandée par le brigadier-général James Johnston Pettigrew sort de Cashtown et pousse une reconnaissance vers le centre du village de Gettysburg - dans ses mémoires le major-général Henry Heth, supérieur de Pettigrew, affirme qu'il l'a envoyé à la recherche d'équipements, en particulier de chaussures.
Pettygrew rencontre à l'entrée de Gettysburg une forte troupe de cavalerie unioniste, commandée par le brigadier-général John Buford, arrivant du sud; il se replie sur Cashtown, où il fait un rapport sur ce qu'il a vu. Hill et Heth, ses supérieurs, pensent qu'il ne s'agit que d'un détachement de milice nordiste. Bien que Lee ait ordonné de ne pas attaquer tant que toutes les troupes confédérées ne seraient pas réunies, l'impétueux Hill décide de lancer le lendemain matin une reconnaissance en force contre l'ennemi qui occupe Gettysburg. À 5 heures du matin, le mercredi 1er juillet 1863, deux brigades sudistes de la division Heth avancent sur  Gettysburg.

## La bataille de Gettysburg

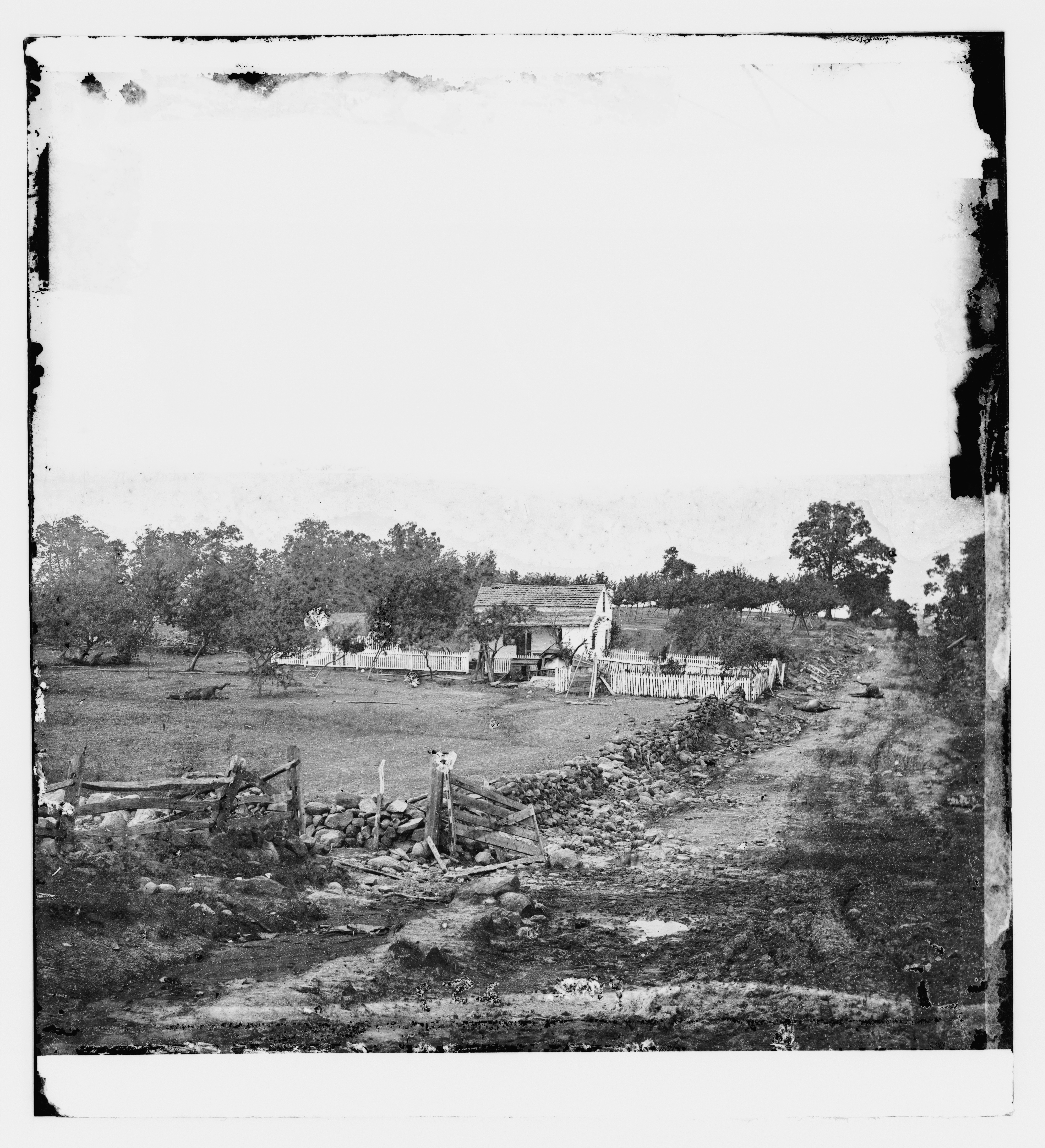
Le QG de Meade sur la hauteur de Cemetery Ridge, après la Bataille de Gettysburg. Noter les carcasses de chevaux morts autour du cottage.

Les trois jours de combats qui se déroulèrent à Gettysburg et dans ses environs firent le nombre de victimes le plus élevé de la Guerre de Sécession (entre 46 000 et 51 000). Coïncidant avec la victoire de l'Union à Vicksburg le 4 juillet, Gettysburg est souvent considérée comme le tournant de la Guerre de sécession.
Les deux armées entrèrent en contact à Gettysburg le 1er juillet 1863. La première journée se déroula en trois phases, correspondant à l'arrivée progressive des forces sur le champ de bataille.
Le matin, deux brigades issues de la division du major-général confédéré Henry Heth (appartenant au Troisième Corps de Hill) furent accrochées par les cavaliers démontés de l'Union commandés par le brigadier-général John F. Reynolds, du Ier Corps. Les assauts confédérés le long de Chambersburg Pike furent repoussés, mais Reynolds fut tué.
En début d'après-midi, le XIe Corps de l'Union étant arrivé sur le champ de bataille, les troupes nordistes étaient positionnées en demi-cercle de l'ouest au nord de la ville. Le Second Corps des Confédérés, sous Ewell, lança un assaut massif par le nord, la division du major-général Robert E. Rodes attaquant depuis Oak Hill et celle du major-général Jubal Anderson Early avançant à travers champs au nord de la ville. Les lignes de l'Union résistèrent sous la pression, à part leur saillant de Barlow's Knoll, qui fut enfoncé.
La troisième phase de la journée vit Rodes renouveler ses assauts depuis le nord et Heth revenir avec toute sa division depuis l'ouest, renforcé par la division du major-général William Dorsey Pender. Des combats acharnés se déroulèrent à Herbst's Woods, à proximité du séminaire luthérien (Lutheran Theological Seminary) et à Oak Ridge, à l'issue desquels les Confédérés finirent par percer la ligne de l'Union. Certains soldats fédéraux se retirèrent en livrant un combat d'arrière-garde à travers la ville, essuyant de lourdes pertes et laissant sur le terrain de nombreux prisonniers ; d'autres se retirèrent purement et simplement pour s'installer sur des positions plus fortes sur Cemetery Hill et s'y préparer à de nouvelles attaques.
Au vu des ordres conditionnels transmis par Lee (s'emparer des hauteurs « si possible »), Richard Ewell prit la décision de ne pas attaquer. Les historiens débattent toujours du tour qu'auraient pris les événements s'il l'avait fait.

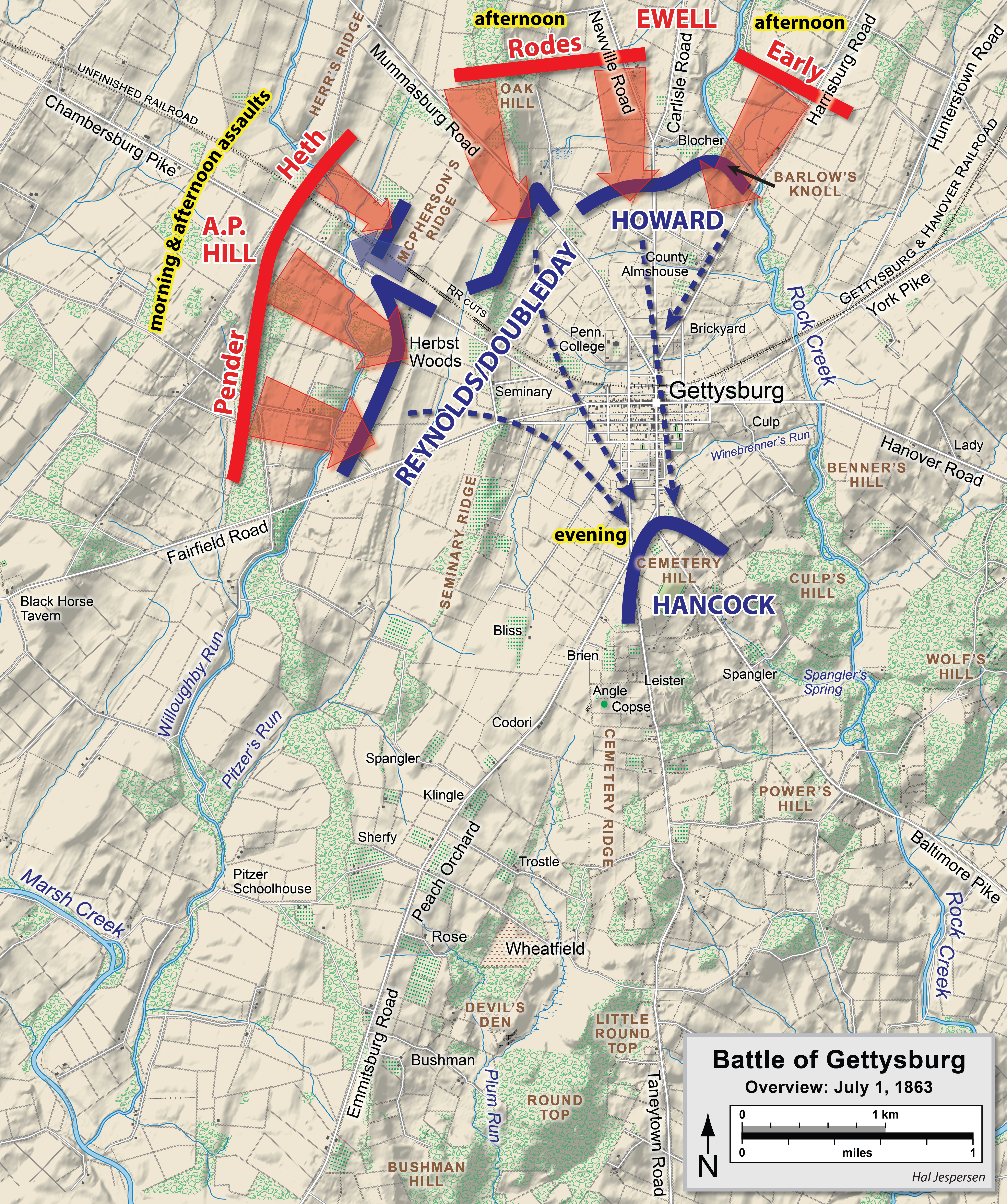
Gettysburg 1er jour
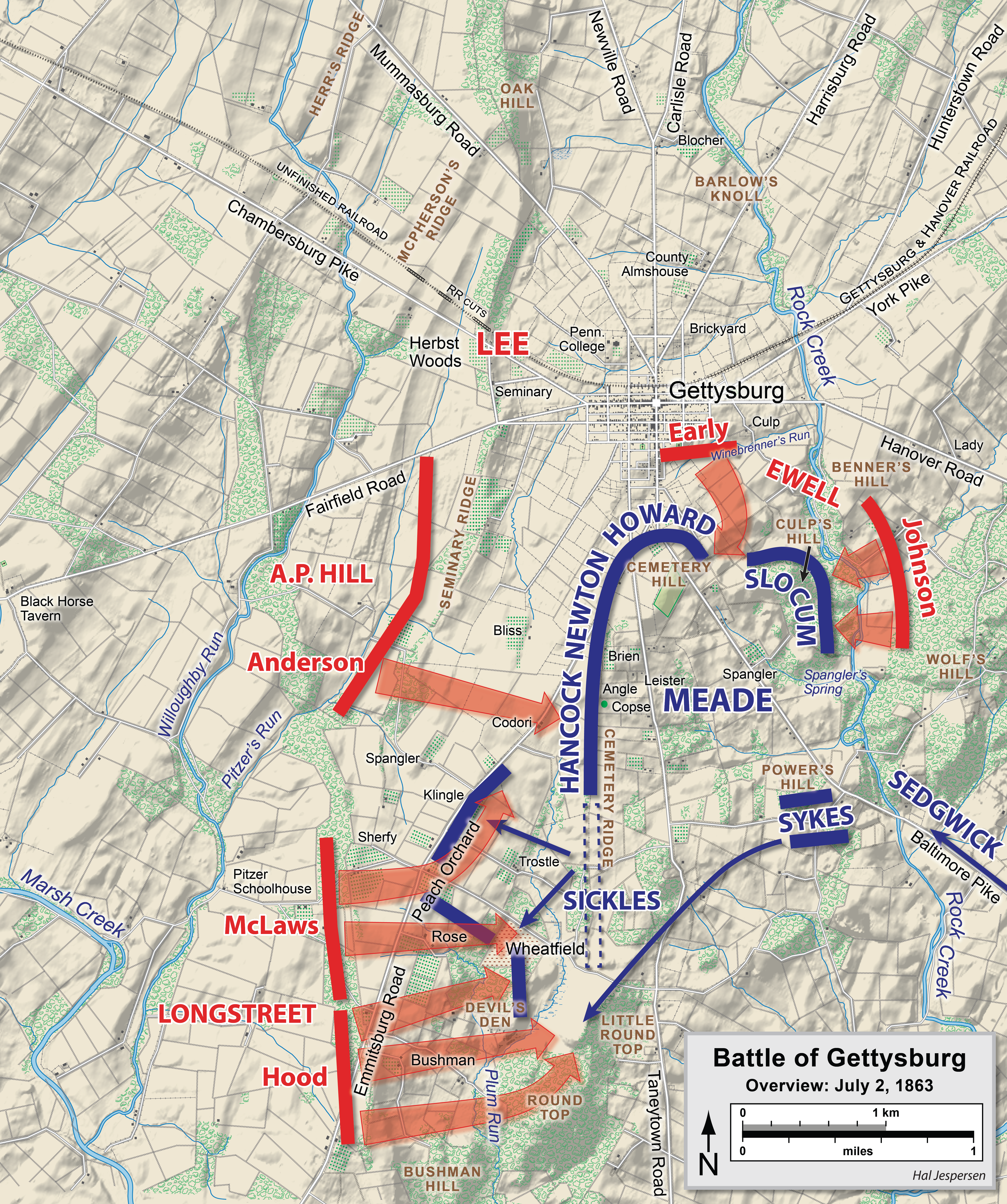
Gettysburg 2e jour
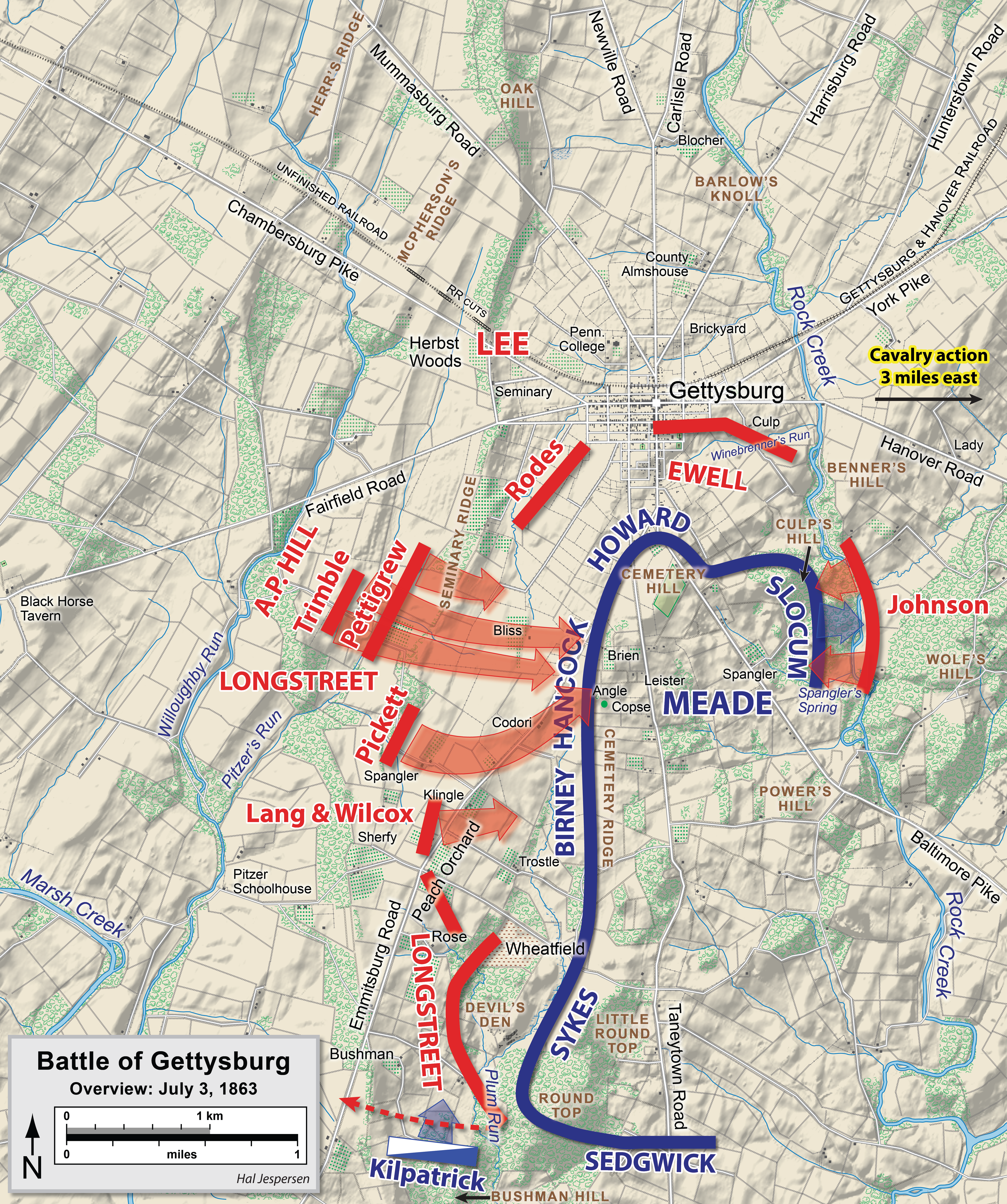
Gettysburg 3e jour

Le deuxième jour, Lee chercha à capitaliser sur ses succès de la veille en lançant des attaques répétées sur les flancs de l'Union. Après avoir attendu longtemps pour rassembler ses forces et cacher ses mouvements à son adversaire, Longstreet et son First Corps attaquèrent le flanc gauche de l'Union.
Une de ses divisions, commandée par John Bell Hood se lança à l'assaut de  Little Round Top et de Devil's Den. À la gauche de Hood, le major-général Lafayette McLaws attaqua à travers le champ de blé (Wheatfield) et le verger de pêches (Peach Orchard). Aucun de ces assauts ne fut couronné de succès mais, ensemble, ils contribuèrent à défaire le IIIe Corps de l'Union, dont l'organisation se désagrégea en tentant de défendre un saillant s'étendant sur un front trop large. Le général Meade dut prélever 20 000 hommes sur les lignes et les envoyer en renfort pour contenir les assauts.
Les attaques dans ce secteur se terminèrent par un assaut infructueux mené contre le centre de l'Union, à Cemetery Ridge, par la division du Troisième Corps confédéré commandée par le major-général Richard Heron Anderson. Dans la soirée, Ewell, après avoir testé les défenses du flanc droit de l'Union, lança toutes les forces de son Second Corps de à l'assaut de Culp's Hill et de East Cemetery Hill, mais ses hommes furent repoussés. L'armée de l'Union occupait de solides positions défensives et Meade utilisa ses troupes au mieux, infligeant et subissant des pertes importantes, mais conservant la ligne de front pratiquement intacte.
Après que ses attaques des jours précédents contre les deux flancs de l'Union aient échoué, Lee était déterminé à frapper au centre des lignes adverses le troisième jour. Il décida d'appuyer ce nouvel assaut avec une poussée sur la droite de l'Union, les deux mouvements devant débuter en même temps. Cependant, tôt dans la matinée, les combats reprirent sur Culp's Hill à l'initiative de l'Union, plusieurs heures avant que Longstreet ne puisse lancer son attaque contre le centre. Les troupes de l'Union présentes à Culp's Hill avaient reçu du renfort et les Confédérés ne purent faire aucun progrès, malgré des assauts infructueux et répétés qui durèrent jusqu'à midi.
L'assaut des fantassins confédérés à Cemetery Ridge (connu sous le nom de charge de Pickett) fut précédé, vers 13 heures, par un bombardement massif qui était destiné à affaiblir la défense fédérale et à faire taire son artillerie, mais se révéla inefficace. Quelque 12 500 hommes formés en neuf brigades d'infanterie s'avancèrent en terrain découvert sur plus d'un kilomètre, sous le tir nourri des carabines et de l'artillerie fédérales. Quelques Confédérés parvinrent à passer le muret de pierre derrière lequel étaient retranchés une grande partie des soldats de l'Union, mais ne purent s'y maintenir et furent repoussés avec plus de 50 % de pertes.
Le troisième jour, pendant et après la charge de Pickett, deux combats de cavalerie eurent lieu. À environ 3 miles (5 km) à l’est du champ de bataille (à l’endroit connu actuellement comme East Cavalry Field), J.E.B. Stuart mène une attaque de diversion sur les arrières de l'Union ; il est repoussé par les cavaliers des brigadiers-généraux David McMurtrie Gregg et George Armstrong Custer. Au sud-ouest de la colline Big Round Top (à l’endroit appelé aujourd’hui South Cavalry Field), le brigadier-général Judson Kilpatrick, pensant aggraver la déroute des confédérés, lance sa cavalerie sur leur flanc droit. Mais les cavaliers bleus sont repoussés avec de très lourdes pertes.

## Retraite de Lee vers la Virginie
Après l'échec de la charge de Pickett, au soir du 3 juillet, les troupes confédérées se regroupent sur la crête de Seminary Ridge et se préparent à repousser la contre-attaque nordiste. Mais le front reste calme. Au soir du 4 juillet, Lee a constaté qu'il n'a plus les forces nécessaires pour continuer à progresser, et il décide de ramener le reste de son armée en Virginie. Les troupes confédérées partent vers Fairfield et Chambersburg. Malgré des pertes évaluées à 20 000 hommes, le moral de l'Armée de Virginie du Nord reste excellent, et les hommes sont prêts à obéir à leur chef.
La cavalerie du brigadier-général John D. Imboden est chargée d'escorter le convoi de chariots, long de plusieurs kilomètres, qui va transporter - sous la pluie torrentielle qui a commencé à tomber - les provisions et les blessés légers vers  Williamsport en passant par Cashtown et Hagerstown. Des milliers de blessés sudistes trop gravement atteints pour voyager sont laissés à Gettysburg avec des équipes médicales. Le convoi de chariots - transportant 8 000 blessés sudistes - qu'escorte Imboden se traîne en cahotant sur les routes boueuses, sous les pluies torrentielles qui ne cessent pas depuis le 4 juillet. Mais il s’avérera au gué de Williamsport que le Potomac en crue, grossi par les pluies, rend le passage impossible. Et la cavalerie fédérale a détruit le pont léger de Falling Waters, 4 miles en aval, le 4 juillet. Seul est utilisable le petit bac de Williamsport. Donc, si Meade attaque, les Confédérés risquent d'être pris au piège et acculés à la rivière.
À Greencastle, en Pennsylvanie, à l'aube du 5 juillet, une troupe de civils armés de haches attaque les chariots, cherche à détruire les roues ; ils sont repoussés. Dans l'après-midi, au carrefour de Cunningham, c'est la cavalerie nordiste qui attaque ; elle capture 134 chariots, 600 chevaux et mules, et fait 645 prisonniers, dont près de la moitié sont des blessés. Stuart, furieux, demande une enquête pour connaître les responsables de ce désastre.

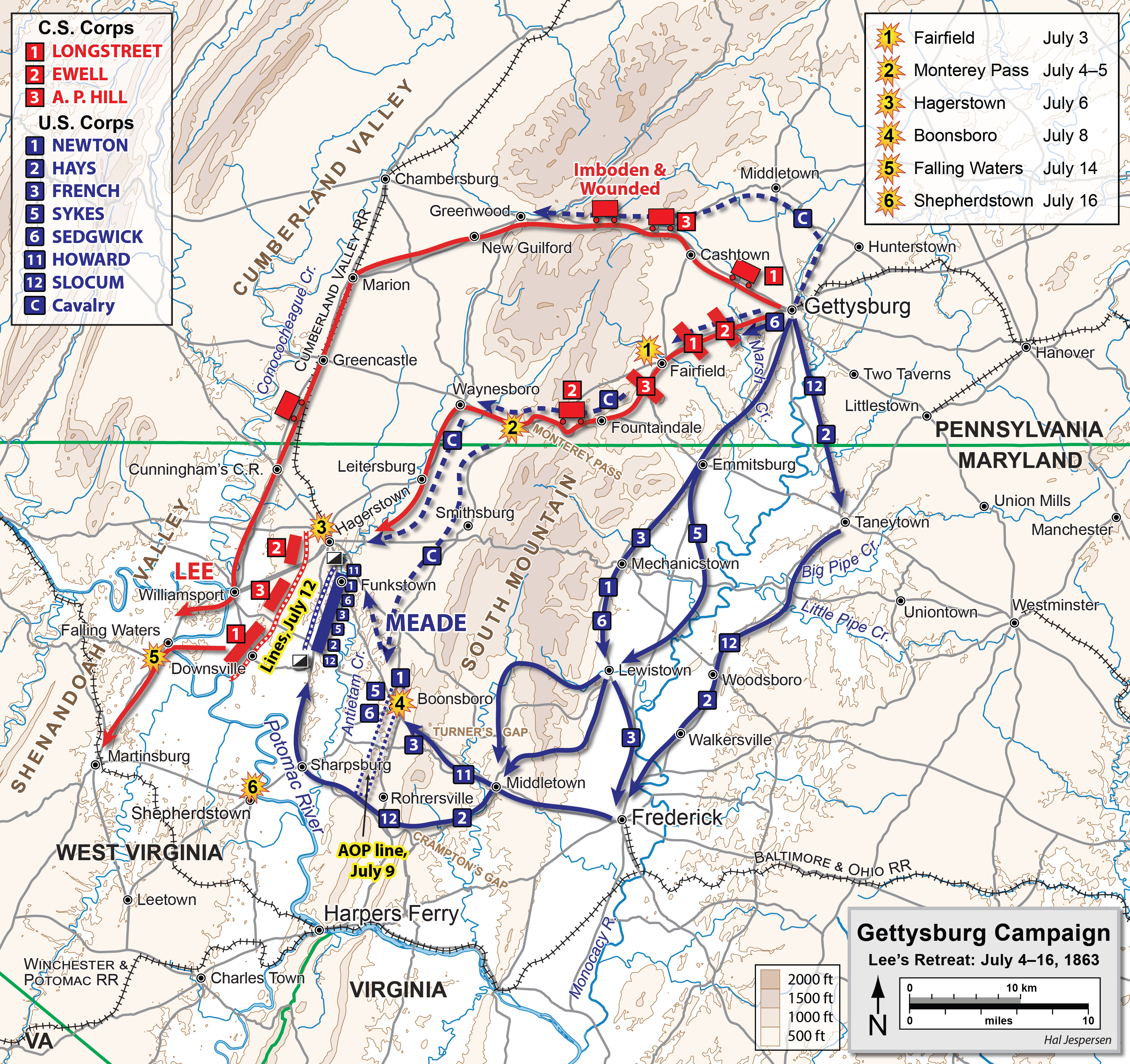
La retraite des troupes de Lee et le trajet des poursuivants unionistes lors de la campagne de Gettysburg.

Quant aux troupes valides de Lee, elles doivent traverser la ville de Fairfield et franchir la South Mountain par la Monterey Pass pour arriver à Hagerstown. Une brève mais importante action des Confédérés, la bataille de Fairfield, a permis de garder cette voie libre : alors que se déroulait la charge de Pickett, les troupes de William E. Jones ont balayé les nordistes de Wesley Merritt qui essayaient de barrer la route du retour aux Confédérés.
Cependant, l'état-major nordiste reste très circonspect. Dans la soirée du 4 juillet, Meade — qui avait envoyé dès le matin des reconnaissances de cavalerie vers le sud au cas où les sudistes auraient pris la fuite dans cette direction — tient un conseil de guerre. L'avis général des officiers nordistes est qu'il faut attendre pour voir comment Lee va réagir, et que la cavalerie le poursuivra s'il fait retraite. Une division du VIe corps de Sedgwick, commandée par le brigadier-général Gouverneur K. Warren reçoit cependant l'ordre d'aller tester la réactivité des sudistes. Quand, au matin du 5 juillet, Meade apprend que les sudistes ont quitté leur cantonnement, il décide d'attendre avant toute décision que Warren soit revenu faire son rapport.
Les cavaliers nordistes qui poursuivent l'Armée de Virginie du Nord se heurtent d'ailleurs à une forte résistance de l'arrière-garde sudiste : dans la South Mountain, se déroule au col de Monterey la bataille de Monterey Pass (4-5 juillet). La division de cavalerie du brigadier-général Judson Kilpatrick, forte de 4 500 soldats, disperse d'abord les postes avancés confédérés du brigadier-général Beverly Robertson, puis est arrêtée jusqu'au milieu de la nuit par la résistance obstinée d'un groupe de cavaliers du 1er régiment de cavalerie du Maryland (une vingtaine d'hommes sous le capitaine G. M. Emack) et de quelques autres soldats du 4e régiment de cavalerie de Caroline, soutenus par un seul canon de cavalerie montée.
Kilpatrick finit par ordonner au brigadier-général George Armstrong Custer de faire donner le 6e régiment de cavalerie du Michigan. La charge ouvre le passage, et les troupes de Kilpatrick  peuvent alors rattraper le convoi confédéré : de nombreux chariots sont capturés ou détruits, ainsi que beaucoup de chevaux et de mules. Les nordistes font 1 360 prisonniers, pour la plupart des blessés.
Au matin du 7 juillet, alors que l'infanterie de Meade s'ébranle à la poursuite de l'armée de Virginie du Nord, la cavalerie de John Buford sort de Frederick pour intercepter le convoi escorté par Imboden avant qu'il ne traverse le Potomac. À 5 heures de l'après-midi, les nordistes accrochent l'arrière-garde d'Imboden, qui est postée à un demi-mile des chariots rassemblés et immobilisés, mais ils sont repoussés. Buford entend alors l'artillerie nordiste de Kilpatrick (qui a pris Hagerstown aux Confédérés de Chambliss et de Robertson, puis en a été chassé par une contre-attaque du brigadier-général confédéré Alfred Iverson, Jr. aidé par Jeb Stuart), et il lui demande d'appuyer son flanc droit. Kilpatrick accepte de se joindre à Buford, et ils attaquent ensemble Imboden à Williamsport.

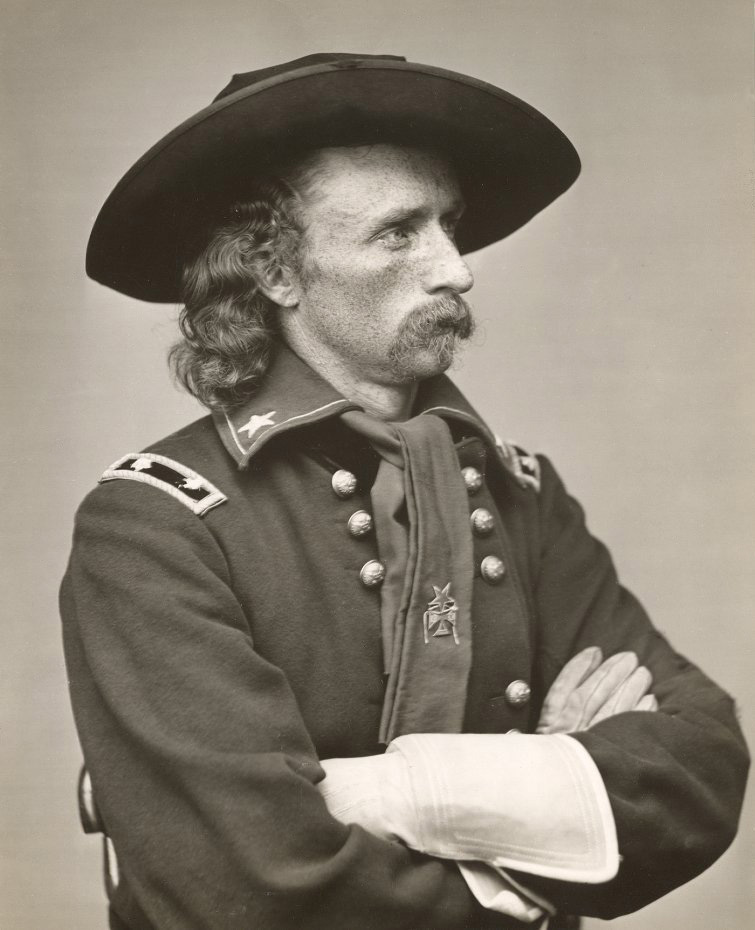
George Armstrong Custer, jeune officier de l'Union, s'illustra lors de la poursuite de l'armée de Virginie du Nord, alors en retraite.

Mais les cavaliers de Jeb Stuart sortent de Hagerstown, enfoncent l'arrière et le flanc droit de Kilpatrick, et s'attaquent à l'arrière-garde de Buford. Les nordistes reculent à la nuit tombée.
Le 8 juillet, les cavaliers de l'arrière-garde de Lee arrêtent ceux de Meade dans les passes de la South Mountain, au cours de ce que l'on nomme bataille de Boonsboro. Le 10 juillet, la poursuite unioniste est encore stoppée lors de la bataille de Funkstown, au prix d'environ 500 pertes de part et d'autre — à Funkstown fantassins nordistes et sudistes s'affrontent à nouveau, pour la première fois depuis la bataille de Gettysburg. Le 11 juillet, Jeb Stuart arrive encore à arrêter les cavaliers nordistes d'Alfred Pleasonton.
Pendant que les sudistes mènent ces combats d'arrière-garde, l'armée du Potomac a pu se regrouper, et à la date du 9 juillet, elle occupe une ligne de 8 km entre Rohrersville et Boonsboro. Ses flancs sont par ailleurs protégés par des troupes placées à Maryland Heights et à Waynesboro. En face des nordistes, l'armée de Virginie du Nord s'est fortement retranchée, et à la date du 11 juillet, elle occupe sur 9,5 km une ligne de hauteurs. Son flanc droit s'appuie sur le fleuve Potomac (près de Downsville), et son flanc gauche arrive à 2,5 km environ au sud-ouest de Hagerstown, ce qui permet aux sudistes de couvrir la seule route utilisable vers Williamsport.
Le 12 juillet, Meade télégraphie à Washington pour annoncer au chef des opérations militaires Henry Wager Halleck qu'il a l'intention d'attaquer le lendemain « sauf si survient un fait qui l'en empêcherait » ; dans la soirée il réunit un conseil de guerre. L'avis général est qu'avant d'attaquer, il convient de pratiquer une reconnaissance, et d'avoir des précisions sur l'état des troupes ennemies. Le 13 juillet, les éclaireurs nordistes partent en reconnaissance.
De son côté, Lee, qui s'attendait à être attaqué sans délai par les nordistes, s'étonne de voir qu'ils se retranchent eux aussi. Comme ses ingénieurs et ses troupes du génie ont construit un nouveau pont de bateaux et que le Potomac a assez baissé pour être à nouveau guéable, il décide de reprendre son mouvement de retraite : pendant la nuit, les troupes d'Ambrose Powell Hill et de James Longstreet - ainsi que l'artillerie - traverseront le Potomac sur le pont de bateaux de Falling Waters ; et les troupes d'Ewell passeront le Potomac à gué à Williamston.
Au matin du 14 juillet, alors que les voltigeurs de l'Union avancent vers les tranchées sudistes et les trouvent vides, les cavaliers de Buford et de Kilpatrick se lancent à l'attaque de l'arrière-garde confédérée, la division du major-général Henry Heth, qui se trouve sur une crête à environ 2,5 km du pont de bateaux de Falling Waters. Les Confédérés sont surpris après une longue nuit sans sommeil et doivent se défendre au corps à corps. Kilpatrick renouvelle son attaque, pendant que Buford frappe Heth sur son flanc droit et sur son arrière. Les nordistes font de nombreux prisonniers dans les divisions de Heth et de Pender, et le brigadier-général sudiste J. Johnston Pettigrew - qui était sorti de la charge de Pickett avec seulement une légère blessure à la main - est mortellement blessé.
Le succès nordiste de Falling-Waters n'efface cependant pas le violent dépit ressenti à Washington : Lincoln et son administration sont furieux que Lee et son armée aient pu s'échapper et regagner la Virginie. Lincoln dit : « Nous les avions presque. Nous n'avions qu'à tendre la main, et nous les avions. Et tout ce que j'ai pu dire ou faire n'a pas pu faire bouger l'armée. »,.
Le 16 juillet, les brigades de cavalerie sudistes de Fitzhugh Lee et de Chambliss établies au bord du Potomac à Shepherdstown, en Virginie-Occidentale, empêchent l'infanterie nordiste de traverser le fleuve. Les cavaliers fédéraux de David Gregg approchent des gués, mais ils se font attaquer, et ils résistent aux attaques sudistes jusqu'à la nuit avant de se retirer. Le 17 et le 18 juillet 1863, l'armée du Potomac peut enfin traverser le Potomac à Harpers Ferry et à Berlin (aujourd’hui Brunswick (Maryland)). Puis elle descend vers le sud en suivant à nouveau le versant est des montagnes Blue Ridge, pour s'interposer entre Lee et sa capitale Richmond.
Le 23 juillet, Meade ordonne au IIIe Corps de French de livrer aux sudistes la bataille de Manassas Gap, près de Front Royal, en Virginie : à l'aube, les nordistes commencent à s'opposer à la « brigade Stonewall » qui veut franchir la passe de Manassas. À 16 heures 30, les Unionistes ont bloqué les sudistes, mais la division du major-général Robert E. Rodes, appuyée par de l'artillerie, vient au secours des Confédérés. Faute d'appui et d'une coordination efficace, les nordistes abandonnent à la nuit tombée et refluent dans la Luray Valley. Les Unionistes occupent Front Royal le lendemain, mais les troupes de Lee sont passées et sont hors de portée. Deux semaines plus tard, les deux armées ennemies sont revenues à leur point de départ et se retrouvent à nouveau face-à-face, de part et d'autre de la rivière Rappahannock.

## Chronologie de la campagne de Gettysburg
| Action                         | Dates                     | Voir le chapitre                 |
| ------------------------------ | ------------------------- | -------------------------------- |
| Bataille de Brandy Station     | 9 juin 1863               | Brandy Station                   |
| Seconde bataille de Winchester | 13-15 juin                | Reconquête de Winchester         |
| Bataille d'Aldie               | 17 juin                   | Hooker poursuit Lee              |
| Bataille de Middleburg         | 17-19 juin                | Hooker poursuit Lee              |
| Bataille d'Upperville          | 21 juin                   | Hooker poursuit Lee              |
| Escarmouche de Sporting Hill   | 30 juin                   | Invasion de la Pennsylvanie      |
| Bataille de Hanover            | 30 juin                   | La chevauchée de Jeb Stuart      |
| Bataille de Gettysburg         | 1er-4 juillet 1863        | Bataille de Gettysburg           |
| Bataille de Carlisle           | 1er juillet               | La chevauchée de Jeb Stuart      |
| Bataille de Hunterstown        | 2 juillet                 | La chevauchée de Jeb Stuart      |
| Bataille de Fairfield          | 3 juillet                 | Retraite de Lee vers la Virginie |
| Bataille de Monterey Pass      | 4-5 juillet               | Retraite de Lee vers la Virginie |
| Bataille de Williamsport       | 6 juillet 1863-16 juillet | Retraite de Lee vers la Virginie |
| Bataille de Boonsboro          | 8 juillet                 | Retraite de Lee vers la Virginie |
| Bataille de Funkstown          | 10 juillet                | Retraite de Lee vers la Virginie |
| Bataille de Manassas Gap       | 23 juillet                | Retraite de Lee vers la Virginie |

## Épilogue
La campagne de Gettysburg est la dernière offensive importante de Lee au cours de la guerre de Sécession, les nordistes conservant par la suite l'initiative des opérations. Lors de la campagne de Gettysburg, les Confédérés perdent environ 27 000 hommes, chiffre auquel il faut rajouter 4 500 hommes perdus pendant la marche vers le nord, puis pendant la retraite. Les nordistes ont quant à eux perdu environ 30 100 hommes — dont 7 300 en dehors de Gettysburg. Lee n'a donc atteint que certains de ses objectifs : les nordistes avaient abandonné la campagne d'été qu'ils projetaient de lancer en Virginie, ce qui épargnait cet État déjà très éprouvé par plusieurs occupations militaires. L'armée de Virginie du Nord avait vécu sur le pays au Maryland et en Pennsylvanie, où elle s'était procuré de vastes quantités de provisions et d'équipements qui avaient permis aux Confédérés de poursuivre la guerre. Mais le mythe de l'invincibilité de Lee avait été battu en brèche, et aucun soldat nordiste n'avait été retiré du siège de Vicksburg pour venir combattre les sudistes en Pennsylvanie.
Meade — tout comme George McClellan après la bataille d'Antietam — fut sévèrement critiqué pour avoir laissé l'armée de Lee retourner en bon ordre en Virginie. Il sera obligé de reprendre les hostilités dès l'automne 1863 — avec la campagne de Bristoe et la bataille de Mine Run, qui s'avéreront des échecs pour le Nord. Meade sera également trainé par ses ennemis politiques (en particulier les généraux Daniel Butterfield et Daniel Sickles) devant le Joint Committee on the Conduct of the War, la commission parlementaire réunie afin de juger les éventuels dysfonctionnements dans la gestion de la guerre.
À l'issue de la campagne de Gettysburg, Abraham Lincoln prononce, lors de l'inauguration du Gettysburg National Cemetery le 19 novembre 1863, un discours qui marquera les esprits : le Gettysburg Address.